# Edward Harkness
Edward Stephen Harkness (22 de enero de 1874 - 29 de enero de 1940) fue un filántropo estadounidense. Dadas de forma privada y a través del Commonwealth Fund de su familia, las donaciones de Harkness a hospitales privados, museos de arte e instituciones educativas en el noreste de los Estados Unidos se encuentran entre las más grandes de principios del siglo XX. Fue un importante benefactor de la Universidad de Columbia, la Universidad de Yale, la Universidad de Harvard, la Academia Phillips Exeter, la Escuela St. Paul, el Museo Metropolitano de Arte y la Universidad de St Andrews en Escocia.
Harkness heredó su fortuna de su padre, Stephen V. Harkness, cuya riqueza fue establecida por una inversión temprana en Standard Oil, y su hermano, Charles W. Harkness. En 1918, fue clasificado como la sexta persona más rica de los Estados Unidos por la primera "Lista de ricos" de la revista Forbes, detrás de John D. Rockefeller, Henry Clay Frick, Andrew Carnegie, George Fisher Baker y William Rockefeller.